# Chiesa di San Giacomo e San Vincenzo (Cremona)

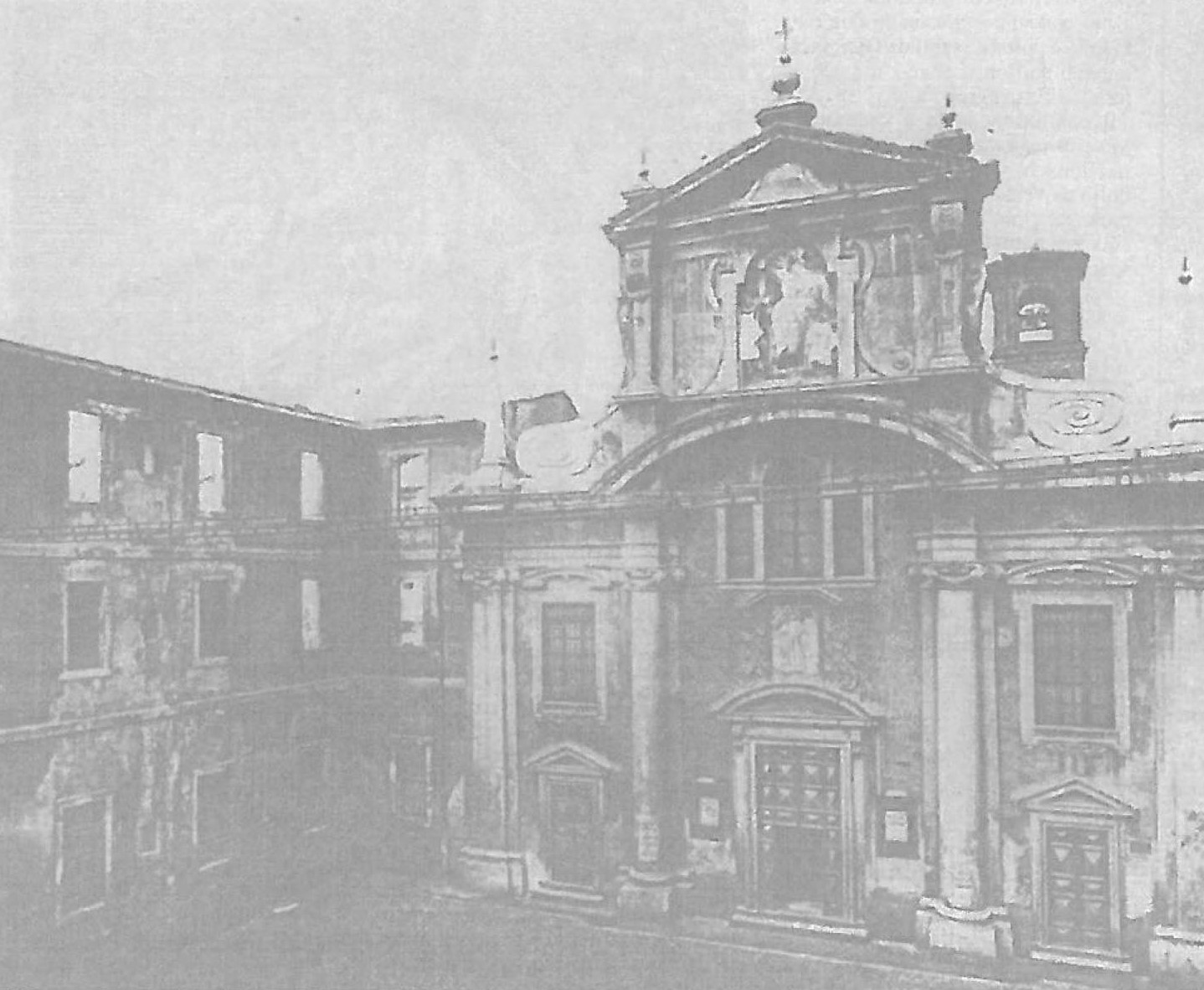
1953 - demolizione della Caserma Paolini

La chiesa di San Giacomo e San Vincenzo è un luogo di culto cattolico e si trova a Cremona in via Palestro, nel prosieguo di quella che un tempo era la extra moenia, si presume quindi che la chiesa fosse un tempo all'esterno della mura di cinta della città. la chiesa è sussidiaria della parrocchia di Sant'Agata.

## Storia
Nel VI secolo esisteva un insediamento di missionari che in nome di san Vincenzo martire e con l'autorizzazione della Santa Sede operavano per convertire l'esercito bizantino, pagano, al cattolicesimo, edificando nel 1120 una chiesa dedicata al santo.

Vicino a casa Pagani c'era la piccola chiesa di san Giacomo edificata nel 1310, gestita dagli Umiliati. Quando ne venne soppresso l'ordine nel 1571, la chiesa fu assegnata ai padri Barnabiti, per una convenzione con il rettore della chiesa di San Vincenzo del XII secolo, nel 1544, essendo la chiesa di San Giacomo piccola e angusta la unirono a quella di san Vincenzo in una sola chiesa ora detta dei santi Giacomo e Vincenzo.

Venne dedicata ai santi Giacomo e Vincenzo e consacrata il 17 settembre del 1600 dal Vescovo Cesare Speciano
La ricostruzione dell'intera chiesa, ad opera dell'architetto Lorenzo Binago, venne realizzata alla fine del XVI secolo, e la facciata terminata nel 1629.
La chiesa venne sconsacrata e poi riconsacrata nel 1806 e affidata ai sacerdoti detti della Missione, per divenire poi sussidiaria della chiesa di Santa Agata. Il convento usato come deposito durante il primo conflitto mondiale, subì seri danni. Venne acquisito dal comune e dal 1953 distrutto e riedificato e adibito ad edificio scolastico.

## Architettura
Il disegno originario del fronte, evidenzia il passaggio dagli elementi formali cinquecenteschi, che caratterizzano il disegno stesso, a quelli barocchi visibili nell'opera realizzata. Nel disegno le superfici sono ripartite in due ordini di cui il primo è scandito da alte lesene binate mentre il secondo è delimitato da due coppie di lesene di minori dimensioni. La cornice orizzontale che interrompe la verticalità delle lesene del primo ordine funziona anche da elemento di raccordo con la parte superiore, aiutata, in questa funzione, dalle semplici volute laterali di collegamento fra il basamento del secondo ordine e la sommità delle lesene e dagli obelischi che mediano la spinta in verticale del corpo centrale. Anche la disposizione delle aperture ripropone lo schema classico cinquecentesco del portale centrale affiancato dai due laterali, più modesti nelle dimensioni, mentre evidenzia l'importanza della zona centrale della facciata, una serliana, valorizzata da sottili colonne, sormontate da capitelli corinzi e da una trabeazione, con sovrapposta cornice ad arco interrotto.
L'interno, diviso in tre navate, da 7 colonne in pietra con capitelli jonici. La navata centrale è illuminata da finestre barocche aperte nel cleristorio a sud, a cui corrispondono false aperture a nord. L'altare della navata di destra ha una pala dell'Annunziazione opera di Gervasio Gatti. In una ricca ancona barocca del secondo altare vi è la statua di san Benedetto, mentre sul presbiterio la pala di Francesco Boccaccino intitolata San Gioacchino e l'Angelo, e un San Vincenzo tra gli Angeli attribuito alla scuola del Borroni.
Attribuiti al Malosso la serie di affreschi sul presbiterio raffiguranti le Storie della Vergine.
La chiesa di San Vincenzo consevava due statue lignee scolpite dal cremonese Giuseppe Chiari, allievo e suocero dello scultore Giacomo Bertesi, rappresentanti la Maria Vergine della Concezione e san Benedetto nonché un importante monumento sepolcrale di marmo pario appartenente alla famiglia dei marchesi Trecchi datato 1502 con epigrafi latine e bassorilievi, poi posto nella chiesa di Sant'Agata a lato di una parete.

È visibile un'opera proveniente dalla chiesa di San Giorgio costituita dalla cassa dell'organo, dalla cantoria e dal pulpito ricco di intagli dorati di stile barocco.

## Monastero dei Barnabiti e usi successivi
Nel 1584 il rettore della chiesa di San Vincenzo, Fernando Bonetti, cedette ai barnabiti la parrocchia in previsione di una futura unione con quella di San Giacomo. 

Viste le cattive condizioni delle due chiese si decise la completa ricostruzione: distrutta quella di San Giacomo si rifece la chiesa di San Vincenzo conservando l'antico impianto e la struttura perimetrale. Il progressivo inserimento dell'Ordine religioso dei Chierici Regolari di San Paolo nel territorio cremonese è documentato in una tavola descrittiva dei Beni stabili del Collegio dei santi Giacomo e Vincenzo disegnata nel 1605, depositata preso l'Archivio dei Barnabiti a Milano. 
I Barnabiti ebbero presso la chiesa di via Palestro la loro sede per oltre due secoli; durante questo periodo costituirono tre congregazioni di laici con sede nel convento di san Vincenzo: congregazione della Santissima Carità, dell'Annunciazione, della Purificazione di Maria Vergine. I componenti di tali Congregazioni si riunivano nella chiesa nei giorni festivi per assistere alle sacre funzioni celebrate dai reverendi padri e tenevano nei locali interni del convento le loro assemblee discutendo le opere compiute e da compiere. Tali Congregazioni cessarono ufficialmente di esistere qualche anno prima del trasferimento dei barnabiti al convento di San Pietro avvenuta nel 1789, data che segna tra l'altro lo spostamento alla nuova sede di preziose opere d'arte e devozione. Lo stesso anno la chiesa di San Vincenzo venne sconsacrata ed insieme all'annesso collegio fu convertita in Ospedale Militare per le truppe austriache. 
Nel 1806 la chiesa, riconsacrata, venne affidata ai sacerdoti detti della missione fino al 1810, data in cui l'ordine religioso fu soppresso e la chiesa di San Vincenzo divenne chiesa sussidiaria della parrocchia di Sant'Agata con un sacerdote rettore. Nel frattempo con i decreti del 20 agosto 1808 e del 27 maggio 1809 Napoleone aggiunse due Case alle Istituzioni benefiche esistenti. Una era la Casa di Lavoro e d'industria che in realtà era già conosciuta come la Regia Casa di Lavoro Volontario per mendicanti validi, che aveva operato a Cremona dal 1766 al 1791 nel monastero di Santa Maria in Valverde, l'altra era la Casa di Ricovero di San Vincenzo. La Casa di Lavoro trovò collocazione nell'edificio annesso alla Chiesa cioè nell'ex, convento dei Barnabiti e, tra molte difficoltà, funzionò fino al 1872. Negli stessi edifici dell'ex convento trovò sistemazione anche la Casa di Ricovero che, dopo una iniziale ristrettezza, arrivò ad ospitare fino a 311 vecchi inabili al lavoro e persone che avevano superato i 70 anni di vita. Alle spese quotidiane del Ricovero provvedeva con i propri redditi l'istituto Elemosiniere aiutato da periodici sussidi della Cassa di Risparmio.
La Casa di Lavoro ebbe vita relativamente breve, dato che venne soppressa come già ricordato nel 1872, il Ricovero rimase in vita fino al 1938 quando insieme all'Ospizio di Sant'Omobono venne accorpato all'Ospizio Soldi. I locali rimasti liberi, che erano di proprietà comunale, vennero amministrati dalla Congregazione di Carità divenuta, nel frattempo, Ente Comunale di Assistenza. Se nonché, nel 1939, il Ministero della Guerra requisì i locali al fine di utilizzarli come caserma. "... bellissima caserma, di aspetto lieto e ridente" la definì sul Regime Fascista Roberto Farinacci.
La caserma, fu intitolata alla medaglia d'oro generale Giuseppe Paolini, venne occupata dai bersaglieri il 12 gennaio 1940. Ma ci rimasero poco perché già nel giugno l'intero reggimento venne richiamato per combattere ad EI Alamein. Dopo l'8 settembre 1943 venne brevemente occupata dai tedeschi, quindi divenne caserma dei Militi della repubblica sociale. E tale rimase fino al 25 aprile 1945 quando fu occupata, stavolta, dai partigiani che ne fecero campo di concentramento per più di mille detenuti politici. Terminata la guerra, la caserma ospitò di nuovo i militari "regolari" fino al 1953, quando l'intero edificio venne restituito all'ECA che però, a questo punto e dato il degrado evidente, non sapeva più che farne. Fu così che l'isolato, acquistato dal Comune di Cremona per la modica somma di lire trecento milioni nel 1954, pur in mezzo a molte polemiche (ci fu chi gridò, forse non a torto, che si sarebbe trattato di uno scempio simile a quello compiuto con la distruzione della chiesa di San Domenico), venne destinato alla demolizione e alla costruzione delle scuole, inaugurate nei primi anni '60. La prima fu la scuola media femminile, spostata dalla sede dell'ex convento di S. Marcellino. Poi la media Campi, alla quale fecero seguito gli istituti "Beltrami-Vacchelli" (1961) e il Liceo Scientifico "Aselli" (1963). L'insieme venne battezzato, dalle Amministrazioni del tempo, "città degli studi".